# Mira Monte
Mira Monte és una concentració de població designada pel cens dels Estats Units a l'estat de Califòrnia. Segons el cens del 2000 tenia 7.177 habitants.

## Demografia
Segons el cens del 2000, Mira Monte tenia 7.177 habitants, 2.619 habitatges, i 1.893 famílies. La densitat de població era de 658,2 habitants/km².
Dels 2.619 habitatges en un 33,4% hi vivien nens de menys de 18 anys, en un 59,3% hi vivien parelles casades, en un 9,7% dones solteres, i en un 27,7% no eren unitats familiars. En el 22,5% dels habitatges hi vivien persones soles l'11,4% de les quals corresponia a persones de 65 anys o més que vivien soles. El nombre mitjà de persones vivint en cada habitatge era de 2,65 i el nombre mitjà de persones que vivien en cada família era de 3,11.
Per edats la població es repartia de la següent manera: un 25,2% tenia menys de 18 anys, un 6,8% entre 18 i 24, un 25,7% entre 25 i 44, un 27,3% de 45 a 60 i un 15% 65 anys o més.
L'edat mediana era de 41 anys. Per cada 100 dones de 18 o més anys hi havia 86,2 homes.
La renda mediana per habitatge era de 55.377 $ i la renda mediana per família de 62.083 $. Els homes tenien una renda mediana de 49.931 $ mentre que les dones 36.201 $. La renda per capita de la població era de 25.393 $. Entorn del 3,6% de les famílies i el 6,2% de la població estaven per davall del llindar de pobresa.

## Poblacions més properes
El següent diagrama mostra les poblacions més properes.